# هاینتس اشنایتر
هاینتس اشنایتر (آلمانی: Heinz Schneiter; ۱۲ آوریل ۱۹۳۵ – ۶ ژوئیهٔ ۲۰۱۷) بازیکن و مربی فوتبال اهل سوئیس بود.
از باشگاه‌هایی که در آن بازی کرده‌است می‌توان به باشگاه فوتبال لوزان-اسپورت، باشگاه ورزشی یانگ بویز، و باشگاه فوتبال تون اشاره کرد.
وی همچنین در تیم ملی فوتبال سوئیس بازی کرده‌است.